# Call of Juarez: Gunslinger
Call of Juarez: Gunslinger es un videojuego de disparos en primera persona con tema Western. Es la cuarta entrega de la serie Call of Juarez. Anunciado en PAX 2012, fue lanzado el 22 de mayo de 2013 a través de PlayStation Network, Steam y Xbox Live Arcade a nivel mundial, y el 21 de mayo de 2013 en Norteamérica.
A diferencia de su predecesor, Call of Juarez: The Cartel, está situado en un entorno del Viejo Oeste y cuenta con tres modos de juego únicos (historia, arcade y duelo), mientras que la ambientación es la historia de la vida de un cazador de recompensas llamado Silas Greaves.

## Jugabilidad
Call of Juarez: Gunslinger es un juego de disparos en primera persona lineal. Al igual que los anteriores juegos de Call of Juarez, el juego consiste en completar objetivos para avanzar en el juego. Los elementos de juego discontinuos de la serie incluyen una habilidad de efecto bala y duelos de pistolero. Un elemento novedoso es la posibilidad de esquivar balas de vez en cuando a través de un evento de tiempo rápido.
El jugador puede ganar puntos de experiencia y subir de nivel sus habilidades, especializándose ya sea en dos pistolas, escopetas o rifles.
Dispersos por todo el juego están los objetos coleccionables secretos llamados "Pepitas de la Verdad", que cuentan las verdades detrás de los cuentos de Silas.
Los niveles de la historia son recuerdos de la vida de Silas Greaves, quien es un narrador poco fiable. Como su público desafía las mentiras e inconsistencias en sus cuentos, Silas revisa su historia, lo que resulta en cambios abruptos, a veces divertidos, en el entorno del juego (como la repentina aparición y desaparición de un ejército apache). Esta mecánica permite que el juego recicle secciones del juego con alteraciones menores.
Además del modo historia, hay un modo arcade en el que el jugador puede luchar contra oleadas de enemigos y el modo Duelo donde puede tener un enfrentamiento clásico de pistolero.

## Trama
En 1910, un viejo y legendario cazarrecompensas llamado Silas Greaves entra en un salón de Abilene, Kansas, y agasaja a los clientes con cuentos de sus aventuras a cambio de bebidas gratis.
Cuando era joven, Silas y sus dos hermanos mayores ganaron un juego de póquer contra tres hombres, por el que ganaron dinero y una moneda de oro azteca, perteneciente al Oro de Juárez. Los hombres amenazaron a los tres hermanos con sus armas y exigieron el dinero de vuelta (Silas se quedó con la moneda azteca) y les dejaron morir colgando de una rama de un árbol. Aunque ésta se rompió, los hermanos de Silas murieron. Entonces juró vengar la muerte de sus hermanos matando a los tres hombres, pero para ello debía financiar su búsqueda, para lo cual se convirtió en un cazarrecompensas.
Décadas más tarde, Silas va a buscar a Billy el Niño. Se lo encuentra en una granja, poco a poco siendo invadida. Silas se dirige a los establos a buscar caballos para él y Billy, pero es emboscado por el Sheriff Pat Garrett y llevado a la cárcel de Lincoln. Mientras escapaba de allí, tiene un duelo y logra matar al diputado Robert Bob Ollinger en defensa propia.
Luego se dirige a matar a Newman Haynes Clanton, y descubre que uno de los asesinos de sus hermanos, Johnny Ringo, está en una serrería cercana. Lo encuentra y lo derrota en un duelo. Se propone lo mismo con Henry Plummer y tras esto se dirige a encontrar a John Wesley Hardin al oír que Roscoe Bryant está con él. Se enfrenta a un duelo con Wesley Hardin pero le perdona la vida.
El próximo objetivo de Silas es Lobo Gris, un curandero apache. Silas no logra asesinarle y es contratado de nuevo para matar a la Banda de los Dalton. Emmett Dalton, el hermano menor, se queda atrás para matar a Silas, mientras que Bob Dalton y Grat Dalton se escapan. Aunque Silas le dispara 23 veces, Emmett sobrevive. Continúa su búsqueda de los Dalton y los encuentra en un barco de vapor destrozado en los pantanos de Missouri. Silas los mata a los dos durante un duelo.
Mata a Jim Reed, el segundo de los asesinos de sus hermanos. Silas se dirige a cazar al Grupo Salvaje al oír que Bryant está con ellos. Al comprobar que están a punto de secuestrar un tren, Silas decide detenerlos. Deshabilita la dinamita colocada en el puente, y finalmente se sube al tren. Abriéndose camino hacia el frente, se encuentra a Jesse James y se enfrenta en un duelo. Herido, Jesse se rinde y es encarcelado. El hermano de Jesse, Frank James, toma el mando del Grupo Salvaje. Silas le perdona la vida, Frank se retira de su vida criminal y le ofrece la ubicación de Bryant.
Silas se adentra en un bosque sólo y es emboscado por forajidos. Llega a un cementerio en el que pelea contra los fantasmas de los hombres que había matado. La situación culmina cuando Sundance Kid emerge de detrás. Silas no tiene más remedio que luchar contra él. Lo derrota, pero como Sundance Kid está fuertemente blindado se levanta. Butch Cassidy llega por la puerta del cementerio, y Silas se da cuenta de que Butch y Sundance ya no están juntos, y se enfrenta a los dos, saliendo victorioso.
Uno de los clientes, un anciano llamado Ben, pierde los estribos y denuncia a Silas como un fraude. Silas luego declara que "Ben" es en realidad Roscoe "Bob" Bryant, el último de los tres bandidos que asesinaron a sus hermanos. Bob se delató a sí mismo cuando atacó las historias de Silas con hechos que sólo él podía conocer, como el apellido de los asesinos, Reed.
El final del videojuego ofrece al jugador dos opciones: vengarse matando a Bob en un duelo, o perdonar a Bob y así redimir el alma ensangrentada de Silas. En cualquier caso, Silas decide salir a la carretera de nuevo, mientras que Dwight se revela como nada menos que un joven Dwight D. Eisenhower, que, o bien se queda atónito al silencio por la muerte de Bob, o recibe algunas palabras de consejo por Silas mientras se dirige afuera.

## Reparto
- Dorie Barton como Molly.
- Jesse Corti.
- John Cygan como Silas Greaves.
- Patrick Dollaghan como el Viejo Clanton.
- Paul Eiding como Roscoe Bryant.
- Adam Gifford como Henry Plummer.
- Dan Gilvezan como Kid Curry.
- Robert Greygrass como Lobo Gris.
- Joe Hanna como Steve.
- Dale Inghram como Jack.
- Sam Riegel como Dwight D. Eisenhower
- Craig South.
- Matt Wolff.

## Recepción
Call of Juarez: Gunslinger recibió críticas generalmente mixtas a positivas. Agregando los sitios web de reseñas GameRankings y Metacritic le dio a la versión de PC 77.67% y 79/100, la versión de Xbox 360 77.46% y 76/100 y la versión de PlayStation 3 74.37% y 74/100.